# 舍夫鲁
舍夫鲁（法語：Chevroux，法語發音：[ʃəvʁu] ⓘ）是法国东部安省的一个市镇，属于布雷斯地区布尔格区。

## 地理
舍夫鲁（46°22'50"N, 4°56'55"E）面积17.2 平方千米，位于法国奥弗涅-罗讷-阿尔卑斯大区安省，该省份为法国东部省份，北起汝拉省，西北接索恩-卢瓦尔省，西接罗讷省和里昂大都会，南至伊泽尔省，东与萨瓦省、上萨瓦省和瑞士接壤。
与舍夫鲁接壤的市镇（或旧市镇、城区）包括：布瓦塞、博兹、戈尔沃、芒济亚、奥藏、雷苏兹河畔圣艾蒂安、巴热-多马坦。

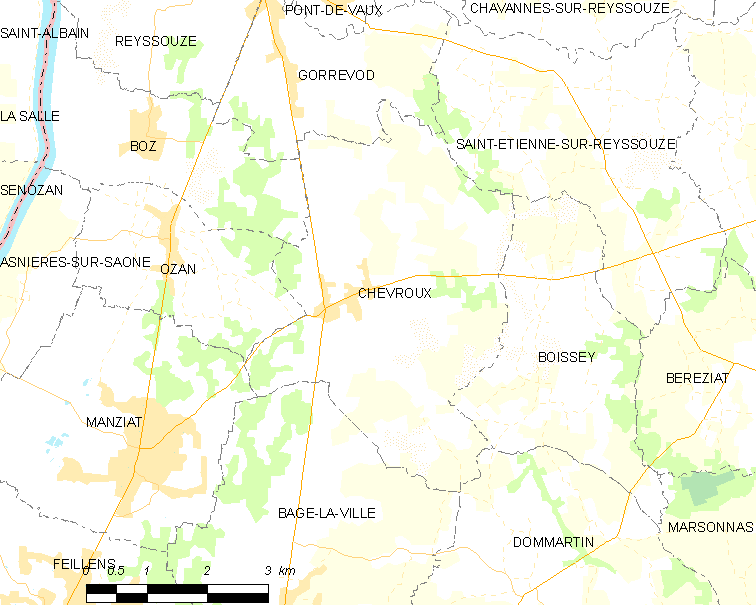
舍夫鲁的OSM定位图

舍夫鲁的时区为UTC+01:00、UTC+02:00（夏令时）。

## 行政
舍夫鲁的邮政编码为01190，INSEE市镇编码为01102。

## 政治
舍夫鲁所属的省级选区为勒普隆日县。

## 人口

1962-2008年间舍夫鲁人口变化图示

舍夫鲁于2022年1月1日时的人口数量为981人。